# The Platinum Collection (альбом Фила Коллинза)
The Platinum Collection — сборник британского певца и композитора Фила Коллинза, выпущен в мае 2004 года, было продано около 200 000 копий The Platinum Collection по всему миру.

## О бокс-сете
The Platinum Collection включает в себя три альбома Фила Коллинза, которые в разные годы занимали первое место в чартах Великобритании: Face Value, No Jacket Required и …But Seriously. Последние два альбома добивались первого места ещё и в чартах США.

## Содержание бокс-сета

### Первый диск (Face Value)
1. «In the Air Tonight» – 5:32
2. «This Must Be Love» – 3:55
3. «Behind the Lines» – 3:53
4. «The Roof Is Leaking» – 3:16
5. «Droned» – 2:55
6. «Hand in Hand» – 5:12
7. «I Missed Again» – 3:41
8. «You Know What I Mean» – 2:33
9. «Thunder and Lightning» – 4:12
10. «I'm Not Moving» – 2:33
11. «If Leaving Me Is Easy» – 4:54
12. «Tomorrow Never Knows» – 4:46

### Второй диск (No Jacket Required)
1. «Sussudio» – 4:23
2. «Only You Know and I Know» – 4:20
3. «Long Long Way to Go» – 4:20
4. «I Don't Wanna Know» – 4:12
5. «One More Night» – 4:47
6. «Don't Lose My Number» – 4:46
7. «Who Said I Would» – 4:01
8. «Doesn't Anybody Stay Together Anymore» – 4:18
9. «Inside Out» – 5:14
10. «Take Me Home» – 5:51
11. «We Said Hello Goodbye» – 4:15

### Третий диск (…But Seriously)
1. «Hang in Long Enough» – 4:44
2. «That's Just the Way It Is» – 5:20
3. «Do You Remember?» – 4:36
4. «Something Happened on the Way to Heaven» – 4:52
5. «Colours» – 8:51
6. «I Wish It Would Rain Down» – 5:28
7. «Another Day in Paradise» – 5:22
8. «Heat on the Street» – 3:51
9. «All of My Life» – 5:36
10. «Saturday Night and Sunday Morning» – 1:26
11. «Father to Son» – 3:28
12. «Find a Way to My Heart» – 6:08